# آبشار کونه
آبشار کونه (به انگلیسی: Kune Falls) آبشاری است که در مهاراشترا، هند واقع شده و ارتفاع کلی ریزشگاه آن ۲۰۰ متر (۶۶۰ فوت) است.